# Giuseppe Artidoro Ghiaroni
Giuseppe Artidoro Ghiaroni (Paraíba do Sul, 22 de fevereiro de 1919 — Rio de Janeiro, 21 de fevereiro de 2008) foi um jornalista e poeta brasileiro.

## História
Filho de Giuseppe Artidoro Ghiaroni e Michelina Grieco, imigrantes italianos de origem humilde, o pequeno Ghiaroni foi aprendiz de ferreiro, ajudante de cozinha e office-boy. Ao mudar-se para a cidade do Rio de Janeiro, trabalhou como redator do "Suplemento Literário" e no jornal "A Noite", de onde passou para a Rádio Nacional (ambas as empresas ficavam no mesmo edifício, na Praça Mauá, centro do Rio) onde consagrou-se como cronista daquela emissora. Foi o autor de "Mãe", uma das novelas de maior sucesso da Rádio Nacional e que em 1948 foi transformada em filme (Mãe) com a direção de Teófilo de Barros Filho.
Radiofonizada por Giuseppe Ghiaroni e baseada no maior tema religioso e dramático da humanidade, 'A Vida de Nosso Senhor Jesus Cristo' foi ao ar pela primeira vez em 27 de março de 1959, pela Rádio Nacional do Rio de Janeiro.  
A Vida de Nosso Senhor Jesus Cristo reuniu quase uma centena de artistas para fazer as vozes dos personagens bíblicos. O trabalho contava com a narração de Cesar Ladeira e a locução de Aurélio Andrade e Reinaldo Costa e participação de todo o então famoso cast de rádio-teatro da emissora.
Anualmente era reproduzida em capítulos durante a Sexta-Feira da Semana Santa. 
Ghiaroni foi ainda contratado da Rede Globo. Entre outros trabalhos, assessorou Chico Anysio na década de 1990, quando este produzia a "Escolinha do Professor Raimundo".

## Obras (poesia)
- O Dia da Existência (1941)
- A Graça de Deus (1945)
- Canção do Vagabundo (1948)
- A Máquina de Escrever (Scortecci Editora, 1997)